# Кавалер троянди
«Кавалер троянди» (нім. Der Rosenkavalier. Komödie für Musik, op. 59) — комічна опера на 3 дії німецького композитора Ріхарда Штраусса (нім. Richard Strauss), лібрето австрійського письменника Гуґо фон Гофмансталя. Перше виконання твору відбулося 26 січня 1911році у Саксонській державній опері Дрездена.

## Дійові особи
| Партія                                                                | Голос                             | Виконавець на прем'єрі 26 січня 1911 Дириґент — Ернст фон Шух       |
| --------------------------------------------------------------------- | --------------------------------- | ------------------------------------------------------------------- |
| Маршалкиня, княгиня Марія Тереза фон Верденберґ                       | сопрано                           | Марґарете Зімс                                                      |
| Октавіан, граф Рофрано                                                | мецо-сопрано                      | Ева фон дер Остен                                                   |
| Барон Охс ауф Лерхенау, двоюрідний брат Маршалкині                    | бас                               | Карл Перрон                                                         |
| Зофі фон Фаніналь                                                     | сопрано                           | Мінні Наст                                                          |
| Пан фон Фаніналь, батько Зофі                                         | баритон                           | Карл Шайдемантель                                                   |
| Маріанна, дуенья Зофі                                                 | сопрано                           | Ріца Айбеншуц                                                       |
| Фальцаччі, інтриган                                                   | тенор                             | Ганс Рюдіґер                                                        |
| Анніна, його племінниця і спільниця                                   | контральто                        | Ерна Фройнд                                                         |
| Нотаріус                                                              | бас                               | Людвіґ Ермольд                                                      |
| Італійський співак                                                    | тенор                             | Фріц Зоот                                                           |
| Шляхтянки-сироти                                                      | сопрано, мецо-сопрано, контральто | Марі Кельдорфер, Ґертруде Захсе, Паула Зяйринґ                      |
| Модистка                                                              | сопрано                           | Еліза Штюнцнер                                                      |
| Продавець тварин                                                      | тенор                             | Йозеф Паулі                                                         |
| Фаніналів мажордом                                                    | тенор                             | Фріц Зоот                                                           |
| Інспектор поліції                                                     | бас                               | Юліус Путліц                                                        |
| Мажордом Маршалкині                                                   | тенор                             | Антон Ерль                                                          |
| Господар готелю                                                       | тенор                             | Йозеф Паулі                                                         |
| Лакеї                                                                 | тенори, баси                      | Йозеф Паулі, Вільгельм Квідде, Рудольф Шмальнауер, Роберт Бюссель   |
| Слуги                                                                 | тенор, баси                       | Вильгельм Квідде, Рудольф Шмальнауер, Роберт Бюссель, Франц Небушка |
| Мохаммед, араб Маршалкині                                             | без співу                         |                                                                     |
| Флейтист, кухар, цирульник, помічник цирульника, вчений, знатна вдова | без співу                         |                                                                     |
| Служники, діти, поліціанти, підозрілі особи                           |                                   |                                                                     |

## Зміст
Дія відбувається у середовищі аристократії у Відні близько 1740 року, у перші роки правління Марії Терези.